# Allium macrostemon
Allium macrostemon — вид рослин з родини амарилісових (Amaryllidaceae); поширений у Примор'ї (Росія), сх. Монголії, Північній Кореї, Південній Кореї, Тайвані, Тибеті, майже всьому Китаї.

## Опис
Цибулина одиночна, субкуляста, діаметром 0.7–1.5(2) см, як правило, з цибулинками біля основи; оболонка чорнувата. Листки коротші від стеблини, 2–5 мм завширшки, півциліндричні чи 3-кутові. Стеблина 30–70 см, циліндрична, вкрита листовими оболонками на 1/4–1/3 довжини. Зонтик від півсферичної до кулястої форми, щільно багатоквітковий, несучи цибулинки та квіти або лише цибулинки. Оцвітина від блідо-пурпурної блідо-червоної; сегменти від довгасто-яйцюватих до довгасто-ланцетних, рівні, 4–5.5 × 1.2–2 мм; внутрішні зазвичай коротші, ніж зовнішні.

## Поширення
Поширення: Примор'я (Росія), сх. Монголія, Північна Корея, Південна Корея, Тайвань, Тибет, майже весь Китай, окрім провінцій Хайнань, Цінхай та Сіньцзян.
Переважним місцем існування є сонячні, низовинні луки та рілля, росте вздовж долин річок та передгір'я гір, лісових узліссях та в дубових лісах; у Монголії на кам'яних полях та ущелинах, скелястих та кам'янистих схилах та прибережній гальці.

## Використання
Використовується як столовий овоч і джерело вітамінів в Японії, Китаї та Кореї — є одним з найпопулярніших видів їстівної цибулі в Кореї та північно-східному Китаї. У Росії цибулини часто місцево збирають і використовують для маринування.

## Загрози й охорона
У 2011 році цей вид був регіонально оцінений як критично загрожений у Монголії. Вважається, що зниження чисельності зумовлене заготівлею для вживання лікарських засобів та харчів. 
Про цей вид повідомляється з трьох заповідників у Росії. Цей вид має живі колекції у семи ботанічних садах по всьому світу.